# Anticristo

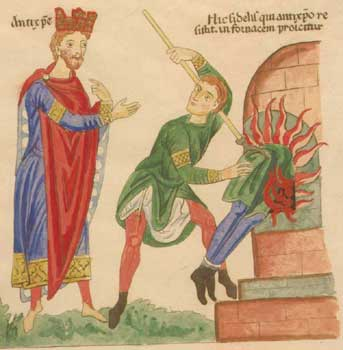
Anticristo (figura à esquerda, com os atributos de um rei) por Herrad von Landsberg (cerca de 1180), Hortus Deliciarum - século XII

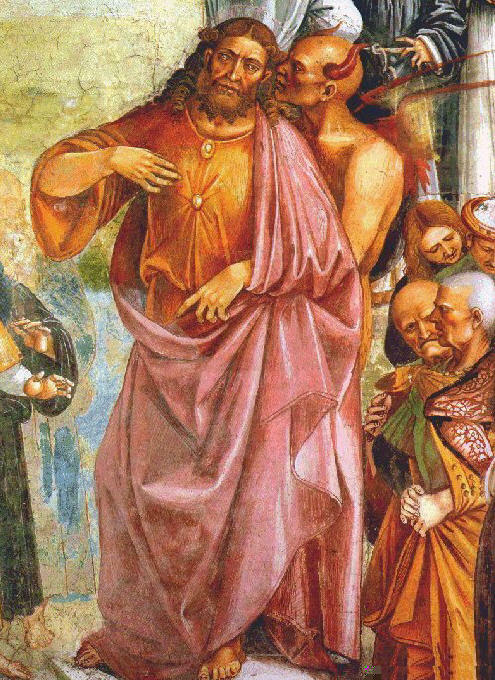
Anticristo com o diabo, das Obras do Anticristo,, por Luca Signorelli

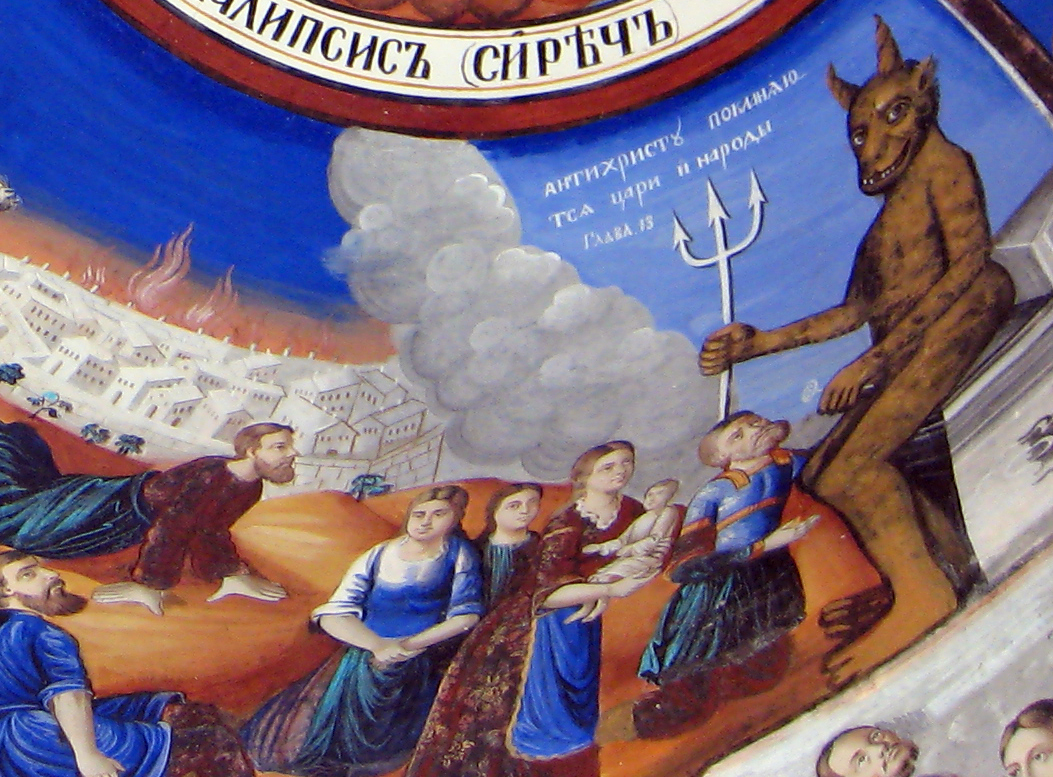
Anticristo – detalhe de um afresco no en, na República da Macedônia do Norte. Inscrito "Todos os reis e nações se curvam diante do anticristo."

Anticristo, na escatologia cristã, refere-se a pessoas profetizadas pela Bíblia para se opor e substituir Cristo antes da segunda vinda. O termo anticristo (incluindo a forma plural) é encontrado cinco vezes no Novo Testamento, somente na primeira e na segunda epístolas joaninas. O anticristo é anunciado como "aquele que nega o Pai e o Filho".

## Etimologia
Anticristo é traduzido da combinação de duas palavras da língua grega antiga ἀντί + Χριστός (anti + Christos). Em grego, Χριστός significa "o ungido". "Ἀντί" significa não apenas anti no sentido de "contra" e "oposto de", mas também "no lugar de".

## História

### Novo Testamento
"Anticristo" se referir a um indivíduo no Novo Testamento é questionável. O termo grego antikhristos se origina em I João. O termo semelhante pseudokhristos ("falso messias") também foi encontrado pela primeira vez no Novo Testamento, mas nunca foi usado por Flávio Josefo em seus relatos de vários falsos messias. Os cinco usos do termo "anticristo" ou "anticristos" nas epístolas joaninas não apresentam claramente um único anticristo individual dos últimos dias. "O enganador" ou "o anticristo" são geralmente vistos como marcando uma certa categoria de pessoas, ao invés de um indivíduoː
Filhinhos, esta é a última hora; e como ouvistes que vem o anticristo, já se têm levantado muitos anticristos, pelo que conhecemos que é a última hora. — I João 2:18

Pois muitos sedutores têm aparecido no mundo, os quais não confessam que Jesus Cristo veio em carne: este tal é o sedutor e o anticristo. — II João 1:7

Quem é o mentiroso senão aquele que nega que Jesus é o Cristo? O anticristo é aquele que nega o Pai e o Filho. — I João 2:22

Nisto conheceis o Espírito de Deus: todo o espírito que confessa que Jesus Cristo veio em carne, é de Deus; e todo o espírito que não confessa a Jesus, não é de Deus. Este é o espírito do anticristo, de cuja vinda tendes ouvido falar, o qual agora já está no mundo. — I João 4:2–3
Atenção para uma figura individual do anticristo concentra-se no segundo capítulo de 2 Tessalonicenses, apesar do termo "anticristo" nunca ser usado nesta passagem:
Quanto à vinda de nosso Senhor Jesus Cristo e à nossa reunião com ele, nós vos rogamos, irmãos, que não vos movais facilmente do vosso modo de pensar, nem tão pouco vos perturbeis, nem por espírito, nem por palavra, nem por epístola como enviada de nós, como se o dia do Senhor estivesse já perto. Ninguém de modo algum vos engane; porque o dia não chegará sem que venha primeiro a apostasia e seja revelado o homem da iniqüidade, o filho da perdição, aquele que se opõe e se levanta contra tudo o que se chama Deus ou é objeto de adoração, de sorte que se assenta no santuário de Deus, ostentando-se como Deus. — II Tessalonicenses 2:1–4

Pois o mistério da iniqüidade já opera; somente até que seja removido aquele que agora o detém. Então será revelado o iníquo, a quem o Senhor Jesus matará com o assopro da sua boca e destruirá com a manifestação da sua vinda. A vinda desse ímpio é segundo a operação de Satanás com todo o poder, e com sinais e com prodígios mentirosos e com toda a sedução da injustiça para aqueles que perecem, porque não receberam o amor da verdade, a fim de serem salvos. — II Tessalonicenses 2:7–10
Embora a palavra "anticristo" (grego antikhristos) seja usada apenas nas epístolas joaninas, falsos cristos (grego pseudokhristos, que significa "falso messias") é usada por Jesus nos Evangelhos:
Então se alguém vos disser: Eis aqui o Cristo! ou: Ei-lo ali! não acrediteis; porque se hão de levantar falsos cristos e falsos profetas, e mostrarão tais sinais e milagres que, se fora possível, enganariam até os escolhidos. — Mateus 24:23–24

Então se alguém vos disser: Eis aqui o Cristo! ou: Ei-lo acolá! não acrediteis; levantar-se-ão falsos Cristos e falsos profetas, e farão milagres e prodígios, para enganar os eleitos, se possível fora. — Marcos 13:21–22

### Cristianismo primitivo
O único dos padres apostólicos do final do século I / início do II a usar o termo é Policarpo (c. 69–155), que advertiu os filipenses que todo aquele que pregava falsa doutrina era um anticristo. Seu uso do termo anticristo segue aquele do Novo Testamento em não identificar um único anticristo, mas uma classe de pessoas.
Irineu (século II  202) escreveu Contra as Heresias para refutar os ensinamentos dos Gnósticos. No Livro V de Contra as Heresias, ele aborda a figura do anticristo referindo-se a ele como a "recapitulação da apostasia e rebelião." Ele usa "666", o ˞Número da Besta de Apocalipse 13:18, para decodificar numerologicamente vários nomes possíveis. Alguns nomes que ele propôs vagamente foram "Evanthos", "Lateinos" ("Latim" ou pertencente ao Império Romano). Em sua exegese de Daniel 7:21, ele afirmou que os dez chifres da besta serão o império romano dividido em dez reinos antes da chegada do anticristo. No entanto, suas leituras do anticristo foram mais em termos teológicos mais amplos do que em um contexto histórico.
O apócrifo não-canônico Ascensão de Isaías apresenta uma exposição detalhada do anticristo como Belial e Nero.
Tertuliano ̻(c. 160–220) afirmava que o Império Romano era a força restritiva sobre a qual Paulo escreveu em II Tessalonicenses 2:7–8. A queda do Império Romano Ocidental e a desintegração das dez províncias do Império Romano em dez reinos abririam caminho para o anticristo.
Hipólito de Roma (c. 170–236) afirmou que o anticristo viria da tribo de Dã e reconstruiria o templo judaico no Monte do Templo para reinar a partir dele. Ele identificou o anticristo com a Besta que saiu da Terra no livro do Apocalipse.

### Cristianismo pós-niceno
Cirilo de Jerusalém, em meados do século IV, proferiu sua 15ª palestra catequética sobre a segunda vinda de Jesus Cristo, na qual também fala sobre o anticristo, que reinaria como governante do mundo por três anos e meio e seria morto por Jesus Cristo logo no final de seu reinado, logo após o qual a segunda vinda de Jesus Cristo aconteceria.
Atanásio de Alexandria (c. 298–373) escreveu que Ário de Alexandria seria associado ao anticristo, dizendo: "E desde então [o Primeiro Concílio de Nicéia] o erro de Ário foi considerado uma heresia mais do que comum, sendo conhecido como Inimigo de Cristo e precursor do anticristo".
João Crisóstomo (c. 347–407) advertiu contra especular sobre o anticristo, dizendo: "Não vamos, portanto, inquirir sobre essas coisas". Ele pregou que por conhecer a descrição de Paulo do anticristo em 2 Tessalonicenses, os cristãos evitariam o engano.
Jerônimo (347–420) advertiu que aqueles que substituíam o significado real das Escrituras por falsas interpretações pertenciam à "sinagoga do anticristo". "Quem não é de Cristo é do anticristo", escreveu ele ao papa Dâmaso I. Ele acreditava que "o mistério da iniquidade" escrito por Paulo em II Tessalonicenses 2:7 já estava em ação quando "cada um tagarelava sobre seus pontos de vista". Para Jerônimo, o poder que restringia esse mistério da ilegalidade era o Império Romano, mas, à medida que ele caiu, essa força de restrição foi removida. Ele alertou uma nobre mulher da Gália:
Aquele que deixa é tirado do caminho, mas não percebemos que o anticristo está próximo. Sim, o anticristo está perto de quem o Senhor Jesus Cristo "consumirá com o espírito de sua boca". “Ai daqueles”, ele grita, “que estão grávidas, e daqueles que amamentam naqueles dias.” ... Tribos selvagens em um número incontável invadiram todas as partes da Gália. Todo o país entre os Alpes e os Pirenéus, entre o Reno e o Oceano, foi devastado por hordas de Quadi, Vândalos, Sármatas, Alanos, Gépidos, Hérulas, Saxões, Borgonheses, Alemanni e - ai do povo! - até mesmo da Panônia.
Em seu Comentário sobre Daniel, Jerônimo observou: "Não sigamos a opinião de alguns comentaristas e suponhamos que ele seja o Diabo ou algum demônio, mas alguém da raça humana, em quem Satanás residirá em forma corporal". Em vez de reconstruir o templo judaico para reinar, Jerônimo pensou que o anticristo se sentaria no templo de Deus, visto que ele "se fez parecer como Deus". Ele refutou a ideia de Porfírio de que o "pequeno chifre" mencionado em Daniel capítulo 7 era Antíoco IV Epifânio, observando que o "pequeno chifre" é derrotado por um governante eterno e universal, pouco antes do Juízo Final. Em vez disso, ele defendeu que o "pequeno chifre" era o anticristo:
Devemos, portanto, concordar com a interpretação tradicional de todos os comentaristas da Igreja Cristã, de que no fim do mundo, quando o Império Romano for destruído, haverá dez reis que dividirão o mundo romano entre si. Então um décimo primeiro rei insignificante se levantará e vencerá três dos dez reis... depois de terem sido mortos, os outros sete reis também dobrarão seus pescoços ao vencedor.
Por volta de 380, uma pseudo-profecia apocalíptica falsamente atribuída à Sibila Tiburtina descreve Constantino como vitorioso sobre Gogue e Magogue. Mais tarde, ele prevê:
Quando o Império Romano cessar, o anticristo será abertamente revelado e se assentará na Casa do Senhor em Jerusalém. Enquanto ele reina, dois homens muito famosos, Elias e Enoque, surgirão para anunciar a vinda do Senhor. O anticristo os matará e depois de três dias eles serão ressuscitados pelo Senhor. Então haverá uma grande perseguição, como nunca houve ou haverá. O Senhor encurtará esses dias por causa dos eleitos, e o anticristo será morto pelo poder de Deus por meio do arcanjo Miguel no Monte das Oliveiras.
Agostinho de Hipona (354–430) escreveu "é incerto em que templo [o anticristo] deve se es, [...] se nas ruínas do templo que foi construído por Salomão, ou na Igreja".
O Papa Gregório I escreveu ao Maurício em 597, sobre os títulos dos bispos: "Eu digo com confiança que todo aquele que chama ou deseja chamar a si mesmo de 'sacerdote universal' em exaltação de si mesmo é um precursor do anticristo."
No final do século X, Adso de Montier-en-Der, um monge beneditino, compilou uma biografia do anticristo com base em uma variedade de fontes exegéticas e sibilinas; seu relato se tornou uma das descrições mais conhecidas do anticristo na Idade Média.

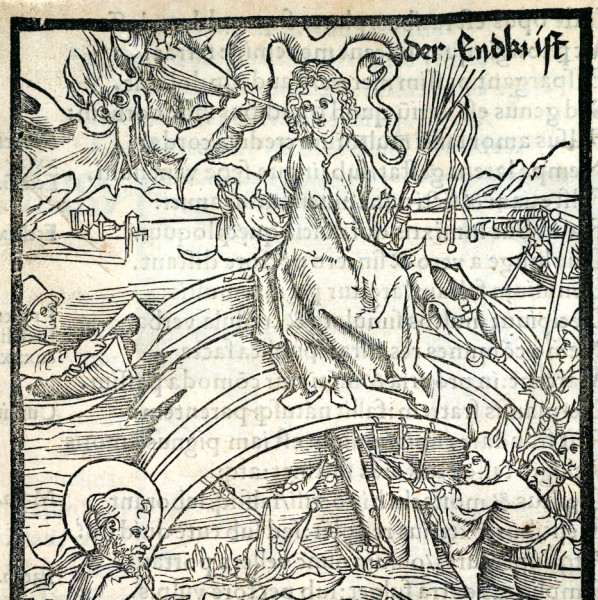

Xilogravura]] mostrando o anticristo, 1498]]

### Acusações pré-reforma
Arnolfo, arcebispo de Reims, discordou das políticas e da moral do Papa João XV. Ele expressou seus pontos de vista enquanto presidia o Concílio de Reims em 991. Arnolfo acusou João XV de ser o anticristo enquanto também usava a passagem de 2 Tessalonicenses sobre o "homem da inequidade", dizendo: "Certamente, se ele está vazio de caridade e cheio de conhecimento vão e elevado, ele é o anticristo sentado no templo de Deus e se mostrando como Deus". Este incidente é o registro mais antigo da história de alguém identificando um papa com o anticristo.
O Papa Gregório VII (1015 ou 1029–1085), lutou contra, em suas próprias palavras, "um ladrão de templos, um perjuro contra a Santa Igreja Romana, notório em todo o mundo romano pelo mais vil dos crimes, a saber, Guilberto , saqueador da santa igreja de Ravena, o anticristo e arqui-herege".
O cardeal Beno, do lado oposto da Questão das Investiduras, escreveu longas descrições de abusos cometidos por Gregório VII, incluindo necromancia, tortura de um ex-amigo em uma cama de pregos, encomenda de uma tentativa de assassinato, execuções sem julgamento, excomunhão injusta, duvidar da presença real de Cristo na Eucaristia e até queimá-la. Beno sustentava que Gregório VII era "afiliado ao anticristo ou o próprio anticristo".
Eberhard II von Truchsees, Príncipe-Arcebispo de Salzburgo em 1241, denunciou o Papa Gregório IX no conselho de Ratisbona como "aquele homem de perdição, a quem chamam de anticristo, que em sua ostentação extravagante diz: Eu sou Deus, não posso errar". Ele argumentou que os dez reinos com os quais o anticristo está envolvido são os "turcos, gregos, egípcios, africanos, espanhóis, franceses, ingleses, alemães, sicilianos e italianos que agora ocupam as províncias de Roma". Ele sustentava que o papado era o "pequeno chifre" de Daniel 7:8:
"Um pequeno chifre cresceu" com "olhos e boca falando grandes coisas", o que está reduzindo três desses reinos (ou seja, Sicília, Itália e Alemanha) à subserviência, está perseguindo o povo de Cristo e os santos de Deus com intolerál oposição, está confundindo as coisas humanas e divinas, e está tentando coisas inexprimíveis, execráveis.

### Reforma Protestante

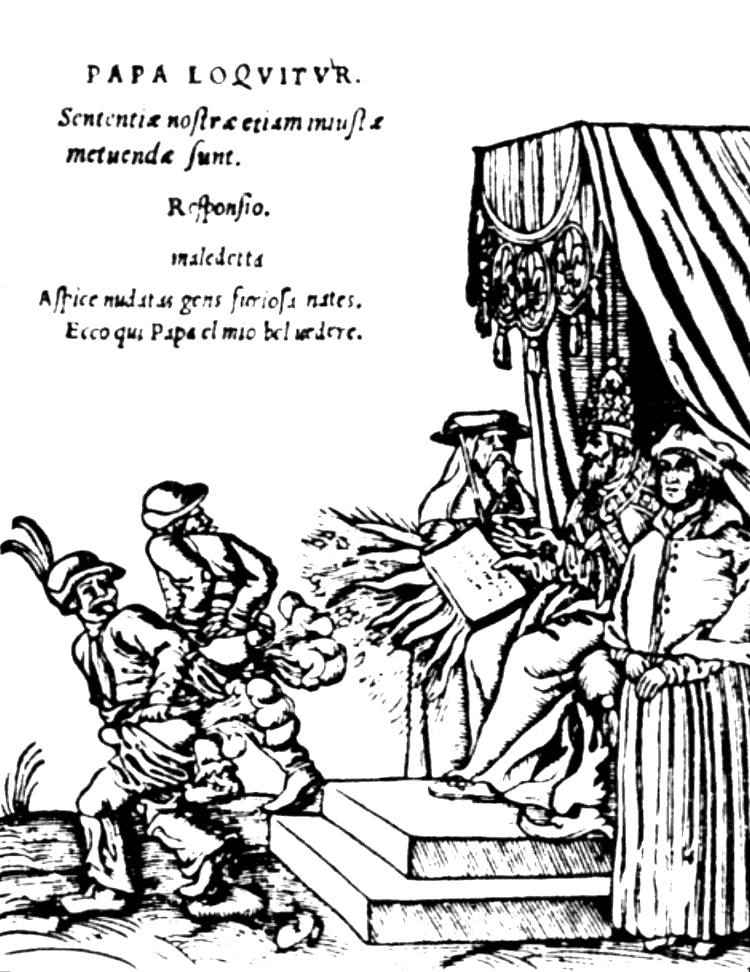
De uma série de xilogravuras (1545) geralmente referida como Papstspotbilder ou Papstspottbilder em alemão ou Representações do papado em inglês, por Lucas Cranach, encomendado por Martinho Lutero. Título: Beijando os Pés do Papa. Camponeses alemães respondem a uma bula papal do Papa Paulo III. A legenda diz: "Não nos assuste, Papa, com sua proibição, e não seja um homem tão furioso. Do contrário, daremos meia-volta e mostraremos nossas costas."

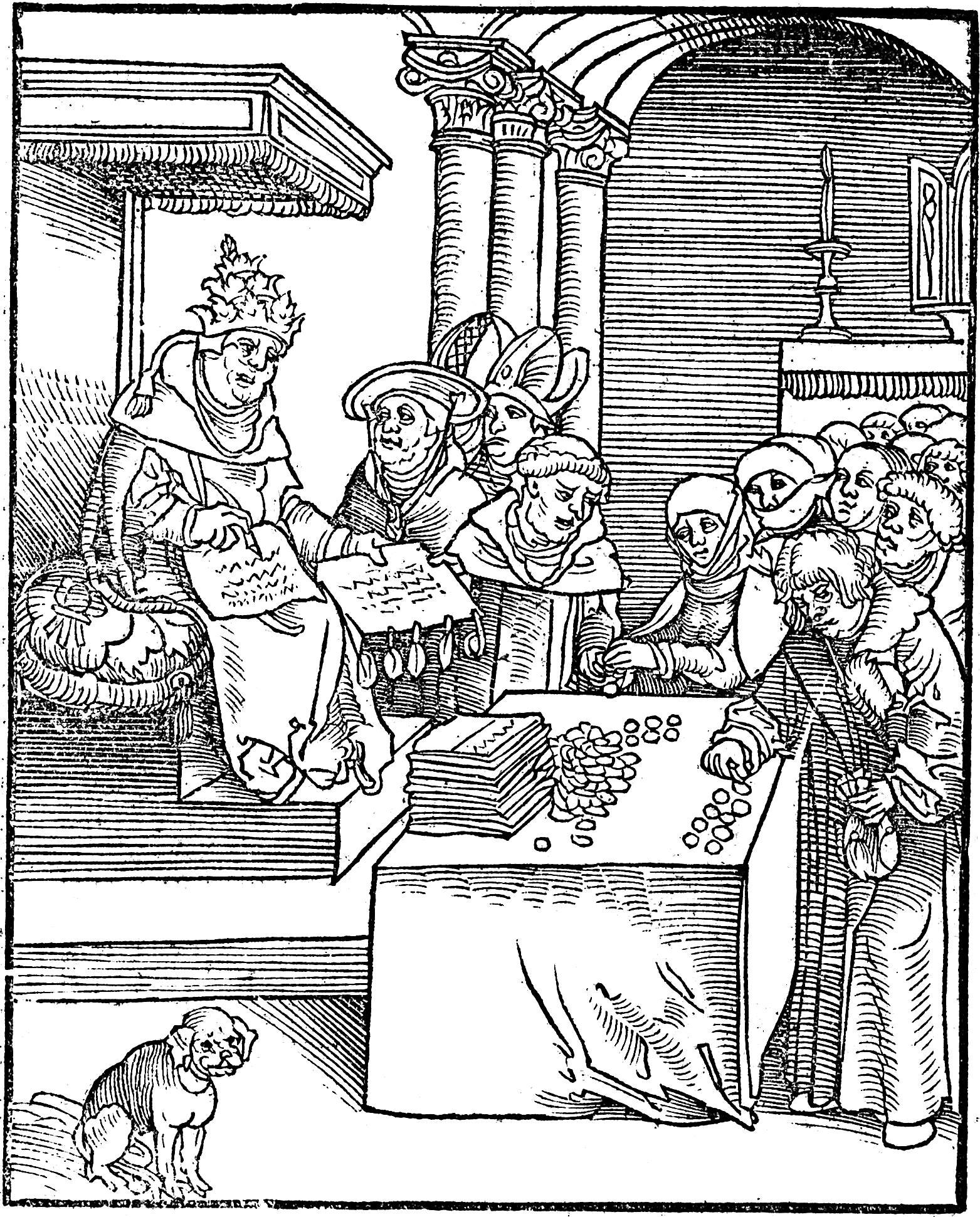
Passional Christi und Antichristi, de Lucas Cranach, o Velho, de Lutero, 1521. O Papa como o anticristo, assinando e vendendo indulgências.

Reformadores protestantes, incluindo John Wycliffe, Martinho Lutero, João Calvino, Tomás Cranmer, John Thomas, John Knox, Roger Williams, Cotton Mather e John Wesley, bem como a maioria dos protestantes dos séculos 16 a 18, sentiram que a Igreja Primitiva havia sido conduzido à Grande Apostasia pelo papado e identificou o papa com o anticristo. Lutero declarou que não apenas um papa de vez em quando era o anticristo, mas o papado era o anticristo porque eles eram "os representantes de uma instituição oposta a Cristo". Um grupo de estudiosos luteranos em Magdeburgo liderado por Matias Flácio, escreveram Magdeburg Centuries para desacreditar a Igreja Católica e levar outros cristãos a reconhecer o Papa como o anticristo. Portanto, em vez de esperar que um único anticristo governe a terra durante um futuro período da Tribulação, Martinho Lutero, João Calvino e outros reformadores protestantes viram o anticristo como uma característica presente no mundo de seu tempo, cumprida no papado.
Entre os outros que interpretaram a profecia bíblica historicamente, havia muitos Padres da Igreja; Justino Mártir escreveu sobre o anticristo: "Aquele que Daniel predisse que teria domínio por um tempo e vezes e meio, está agora mesmo às portas". Irineu escreveu em Contra as Heresias sobre a vinda do anticristo: "Este anticristo... devastará tudo... Mas então, o Senhor virá do Céu nas nuvens... pelos justos". Tertuliano, olhando para o anticristo, escreveu: "Ele deve se sentar no templo de Deus e se gabar de ser deus. Em nossa opinião, ele é o anticristo, conforme nos ensinado nas antigas e novas profecias; e especialmente pelo apóstolo João , que diz que 'já muitos falsos profetas saíram pelo mundo' como os precursores do anticristo". Hipólito de Roma, em seu Tratado sobre Cristo e o anticristo, escreveu: "Como também diz Daniel (nas palavras) 'Eu considerei a Besta, e veja! Havia dez chifres atrás dela — entre os quais surgirá outro (chifre), um ramo, e arrancará pelas raízes os três (que eram) antes dela.' E sob isso, era significado nada menos que o anticristo". Atanásio de Alexandria sustenta claramente a visão histórica em seus muitos escritos; no Depoimento de Ário, ele escreveu: "Dirigi a carta a Ário e seus companheiros, exortando-os a renunciar à sua impiedade ... Nesta diocese, saíram alguns homens sem lei - inimigos de Cristo - ensinando um apostasia que alguém pode justamente suspeitar e designar como precursora do anticristo". Jerônimo escreveu: "Diz o apóstolo [Paulo na Segunda Epístola aos Tessalonicenses]: 'A menos que o Império Romano primeiro seja desolado e o anticristo proceda, Cristo não virá'". Ele também identifica o pequeno chifre de Daniel 7: 8 e 7:24-25 que "Ele falará como se fosse Deus".
Alguns franciscanos consideraram o imperador Frederico II um anticristo positivo que purificaria a Igreja Católica da opulência, da riqueza e do clero.
As interpretações historicistas do Livro do Apocalipse geralmente incluem a identificação de um ou mais dos seguintes:
- o anticristo (I João e II João);
- a besta de Apocalipse 13;
- o homem da iniquidade, de II Tessalonicenses 2 2:1–12;
- o "pequeno chifre" de Daniel 7 e Daniel 8;
- a abominação da desolação de Daniel 9, 11 e 12; e
- a Meretriz da Babilônia de Apocalipse 17.

Os reformadores protestantes tendiam a acreditar que o poder do anticristo seria revelado para que todos compreendessem e reconhecessem que o papa é o verdadeiro anticristo, e não o Vigário de Cristo. Obras doutrinárias da literatura publicadas pelos luteranos, as igrejas reformadas, os presbiterianos, os batistas, os anabatistas e os metodistas contêm referências ao papa como o anticristo, incluindo os artigos Smalcald, o artigo 4 (1537), o Tratado sobre o poder e Primazia do Papa escrita por Filipe Melâncton (1537), a Confissão de Fé de Westminster, Artigo 25.6 (1646), e a Confissão de Fé Batista de 1689, Artigo 26.4. Em 1754, John Wesley publicou suas Notas Explicativas sobre o Novo Testamento, que atualmente é um Padrão Doutrinal oficial da Igreja Metodista Unida. Em suas notas sobre o Livro do Apocalipse (capítulo 13), ele comentou: "Toda a sucessão de Papas de Gregório VII são, sem dúvida, os Anticristos. No entanto, isso não impede, mas que o último Papa nesta sucessão será mais eminentemente o anticristo, o Homem do Pecado, acrescentando aos seus predecessores um grau peculiar de maldade do abismo".

A identificação do Papa com o anticristo estava tão enraizadas na Era da Reforma, que o próprio Lutero afirmou repetidamente:
“Este ensino [da supremacia do papa] mostra com força que o Papa é o próprio anticristo, que se exaltou e se opôs a Cristo, porque não permitirá que os cristãos sejam salvos sem seu poder, o que, no entanto, não é nada, não é ordenado nem comandado por Deus."
,
"nada mais do que o reino da Babilônia e do próprio anticristo. Pois quem é o homem do pecado e o filho da perdição, senão aquele que por seu ensino e suas ordenanças aumenta o pecado e a perdição das almas na igreja; enquanto ele ainda senta-se na igreja como se fosse Deus? Todas essas condições foram cumpridas por muitos anos pela tirania papal."
e
"O Papa, quer apagar a luz do Evangelho destinada a iluminar ao mundo. É, então, o anticristo predito por Daniel, pelo Senhor Jesus Cristo, Pedro, Paulo e o Apocalipse."
João Calvino escreveu de forma semelhante:
Embora se admita que Roma já foi a mãe de todas as igrejas, desde o momento em que começou a ser a sede do anticristo, deixou de ser o que era antes. Algumas pessoas nos consideram muito severos e censuradores quando chamamos o Romano Pontífice Anticristo., Mas aqueles que são desta opinião não consideram que eles trazem a mesma acusação de presunção contra o próprio Paulo, após quem falamos e cuja linguagem adotamos ... Vou mostrar isso brevemente (palavras de Paulo em II Tes. 2) não são capazes de qualquer outra interpretação além daquela que os aplica ao papado.
John Knox escreveu sobre o Papa:
"Sim, para falar em palavras claras; para que não nos submetamos a Satanás, pensando que nos submetemos a Jesus Cristo, pois, quanto à sua igreja romana, como agora está corrompida, e a sua autoridade, sobre a qual está a esperança de sua vitória, não tenho mais dúvida de que é a sinagoga de Satanás, e seu chefe, chamado papa, para ser o homem do pecado, de quem o apóstolo fala."
Tomás Cranmer sobre o anticristo escreveu:
"Disso se segue que Roma seja a sede do anticristo, e o papa seja o próprio anticristo. Eu poderia provar o mesmo por muitas outras escrituras, escritores antigos e fortes razões."
John Wesley, falando sobre a identidade dada na Bíblia do anticristo, escreveu:
Em muitos aspectos, o Papa tem uma reivindicação indiscutível sobre esses títulos. Ele é, em um sentido enfático, o homem do pecado, pois ele aumenta todos os tipos de pecado acima da medida. E ele é, também, adequadamente denominado, o filho de perdição, pois causou a morte de incontáveis multidões, tanto de seus opositores quanto de seus seguidores, destruiu inúmeras almas e perecerá para sempre. É ele quem se opõe ao imperador, uma vez que seu legítimo soberano; e que se exalta acima de tudo que é chamado de Deus, ou que é adorado - comandando anjos e colocando reis sob seus pés, ambos os quais são chamados de deuses nas escrituras; reivindicando o maior poder, a maior honra; sofrendo, não apenas uma vez, para ser denominado Deus ou vice-Deus. De fato, nada menos está implícito em seu título comum, "Santíssimo Senhor" ou "Santíssimo Padre". De modo que ele se assenta - Entronizado. No templo de Deus - Mencionado Rev. xi, 1. Declarando-se que ele é Deus - Reivindicando as prerrogativas que pertencem somente a Deus.
Roger Williams escreveu sobre o Papa:
"o pretenso Vigário de Cristo na terra, que se assenta como Deus no Templo de Deus, exaltando-se não apenas sobre tudo o que se chama Deus, mas sobre as almas e consciências de todos os seus vassalos, sim, sobre o Espírito de Cristo, sobre o Espírito Santo, sim, e o próprio Deus ... falando contra o Deus do céu, pensando em mudar os tempos e as leis; mas ele é o Filho da Perdição."
Na Confissão de fé Irlandesa (1615; Igreja Episcopal): "O Bispo de Roma é, longe de ser a cabeça da Igreja Universal de Cristo, o que sua doutrina e obras, de fato revelam, que ele é aquele “homem do pecado” predito nas santas Escrituras, a quem o Senhor há de consumir com o espírito de Sua boca, e abolir com o resplendor de sua vinda."

Na Confissão de Fé de Westminster (1647; Igreja Presbiteriana):
"Não há outro cabeça da Igreja senão o Senhor Jesus Cristo: (Colossenses 1:18; Efésios 1:22). Em sentido algum pode ser o papa de Roma o cabeça dela, senão que ele é aquele Anticristo, aquele homem do pecado e filho da perdição que se exalta na Igreja contra Cristo e contra tudo o que se chama Deus." (Mateus 23:8–10; II Tessalonicenses 2:3–9; Apocalipse 13:8)
Na Confissão de Fé Londrina (1689; Igreja Batista):
"O Senhor Jesus Cristo é o cabeça da Igreja, aquele que, por designação do Pai, todo poder para o chamamento, instituição, ordem ou governo da igreja foi investido de maneira suprema e soberana; Nem pode o papa de forma alguma ser o cabeça dela, mas ele é o anticristo, aquele homem do pecado, e filho da perdição, que se exalta a si mesmo, na igreja, contra Cristo e a tudo que se chama Deus; a quem o Senhor destruirá com o resplendor da sua vinda."
A identificação da Igreja Católica Romana como o poder apóstata escrito na Bíblia como o anticristo tornou-se evidente para muitos quando a Reforma começou, incluindo John Wycliffe, que era bem conhecido em toda a Europa por sua oposição à doutrina e às práticas da Igreja Católica, que ele acreditava ter claramente se desviado dos ensinamentos originais da Igreja primitiva e ser contrária à Bíblia. O próprio Wycliffe conta como concluiu que havia um grande contraste entre o que a Igreja era e o que deveria ser, e viu a necessidade de reforma. Junto com Jan Hus, eles começaram a inclinar-se para as reformas eclesiásticas da Igreja Católica.
Quando o reformador suíço Ulrico Zuínglio se tornou pastor de Grossmünster [en] em Zurique (1518), ele começou a pregar ideias sobre a reforma da Igreja Católica. Zwínglio, que foi um padre católico antes de se tornar um reformador, frequentemente se referia ao papa como o anticristo. Ele escreveu: "Eu sei que nisso opera a força e o poder do Diabo, isto é, do anticristo".
O reformador inglês William Tyndale sustentou que, embora os reinos católicos romanos daquela época fossem o império do anticristo, qualquer organização religiosa que distorcesse a doutrina do Antigo e do Novo Testamento também mostrava a obra do anticristo. Em seu tratado A Parábola do Maligno Mamon, ele rejeitou expressamente o ensino estabelecido da Igreja que olhava para o futuro para um anticristo se levantar, e ele ensinou que o anticristo é uma força espiritual presente que estará conosco até o final dos tempos sob diferentes disfarces religiosos de vez em quando. A tradução de Tyndale de 2 Tessalonicenses, capítulo 2, a respeito do "Homem da iniquidade" refletiu seu entendimento, mas foi significativamente alterada por revisores posteriores, incluindo o comitê da Bíblia do Rei Jaime, que seguiu a Vulgata mais de perto.

Em 1973, a Conferência dos Estados Unidos do Comitê dos Bispos Católicos sobre Assuntos Ecumênicos e Inter-religiosos e o Comitê Nacional dos EUA da Federação Luterana Mundial no diálogo oficial Católico-Luterano assinaram oficialmente um acordo sobre o Primado Papal e a Igreja Universal, incluindo esta passagem:
Ao chamar o papa de "anticristo", os primeiros luteranos permaneceram em uma  tradição que remontava ao século XI. Não apenas dissidentes e hereges, mas até mesmo santos chamaram o bispo de Roma de "anticristo" quando desejaram castigar seu abuso de poder. O que os luteranos entendiam como uma reivindicação papal de autoridade ilimitada sobre tudo e todos os lembrava do imagens apocalípticas de Daniel 11, uma passagem que mesmo antes da Reforma havia sido aplicada ao papa como o anticristo do fim dos tempos.
Em 1988, Ian Paisley, ministro evangélico e fundador da Igreja Presbiteriana Livre de Ulster, ganhou as manchetes de maneira infame ao acusar o Papa João Paulo II de anticristo durante um dos discursos do Papa perante o Parlamento Europeu, que na época Paisley era membro de. Sua acusação e as reações do Papa João Paulo II e de outros membros do Parlamento Europeu foram gravadas em vídeo.
O Sínodo Evangélico Luterano de Wisconsin afirma sobre o Papa e a Igreja Católica:
Existem dois princípios que marcam o papado como o anticristo. Uma é que o papa assume o direito de governar a igreja que pertence apenas a Cristo. Ele pode fazer leis proibindo o casamento de padres, comer ou não comer carne na sexta-feira, controle de natalidade, divórcio e novo casamento, mesmo quando não houver tais leis na Bíblia. A segunda é que ele ensina que a salvação não é somente pela fé, mas pela fé e pelas obras. O presente papa defende e pratica esses princípios. Isso marca seu governo como governo anticristão na igreja. Todos os papas têm o mesmo cargo sobre a igreja e promovem a mesma crença anticristã, de modo que todos fazem parte do reinado do anticristo. A Bíblia não apresenta o anticristo como um homem por um curto período de tempo, mas como um cargo exercido por um homem por gerações sucessivas. É um título como Rei da Inglaterra.
Atualmente, muitas denominações protestantes e restauracionistas ainda mantêm oficialmente que o papado é o anticristo, como as igrejas luteranas conservadoras e os adventistas do sétimo dia.

### Contrarreforma
Na Contrarreforma, as visões do preterismo e do futurismo foram apresentadas pelos Jesuítas Católicos no início do século XVI em resposta à identificação do papado como o anticristo. Esses eram métodos rivais de interpretação profética: os sistemas futurista e preterista estão ambos em conflito com o método historicista de interpretação.
Historicamente, preteristas e não preteristas concordaram que o jesuíta Luis del Alcázar [en] (1554-1613) escreveu a primeira exposição preterista sistemática da profecia - Vestigatio arcani sensus in Apocalypsi (publicado em 1614) - durante a Contrarreforma.

## Visões cristãs

### Católica
Do Quinto Concílio de Latrão, a Igreja Católica ensina que os padres não podem "pregar ou declarar um tempo fixo para [...] a vinda do anticristo [...]" A igreja também ensina que deve passar por provações antes da segunda vinda, e que a prova final da igreja será o mistério da iniquidade. No Judaísmo, a iniquidade é um pecado cometido por falha moral. O mistério da iniqüidade, segundo a igreja, será um engano religioso: os cristãos recebendo supostas soluções para seus problemas à custa da apostasia. O engano religioso supremo, de acordo com a igreja, será o messianismo do anticristo: a humanidade glorificando a si mesma ao invés de Deus e Jesus. A igreja ensina que esse engano supremo é cometido por pessoas que afirmam cumprir as esperanças messiânicas de Israel, como o milenarismo e o messianismo secular.

#### Papas
O Papa Pio IX na encíclica Quartus Supra, citando Cipriano, disse que Satanás disfarça o anticristo com o título de Cristo. O Papa Pio X na encíclica E Supremi disse que a marca distintiva do anticristo é afirmar ser Deus e tomar o seu lugar. O Papa João Paulo II, em seu discurso de 18 de agosto de 1985 em sua viagem apostólica à África, disse I João 4:3 evoca o perigo da teologia separada da santidade e da cultura teológica separada da servidão a Cristo. O Papa Bento XVI disse no Angelus de domingo de 11 de março de 2012 que a violência é a ferramenta do anticristo. Na Audiência Geral de 12 de novembro de 2008, Bento XVI disse que a tradição cristã passou a identificar o filho da perdição como o anticristo. O Papa Francisco, em sua meditação matinal de 2 de fevereiro de 2014, disse que a fé cristã não é uma ideologia, mas que "o apóstolo Tiago diz que os ideólogos da fé são o anticristo". Em sua meditação matinal de 19 de setembro de 2014, Francisco disse que o anticristo deve vir antes da ressurreição final. Em sua meditação matinal de 7 de janeiro de 2016, ele disse que o espírito maligno mencionado em 1 João 4: 6 é o anticristo. Em sua meditação matinal de 11 de novembro de 2016, Francisco disse que quem diz que o critério do amor cristão não é a encarnação é o anticristo.

#### Especulação
A Profecia dos Papas afirma que Roma será destruída durante o pontificado do último Papa, o que implica uma conexão com o anticristo.
Fulton J. Sheen, um bispo católico, escreveu em 1951:
O anticristo não será assim chamado; caso contrário, ele não teria seguidores ... ele virá disfarçado de Grande Humanitário; ele falará de paz, prosperidade e abundância não como meio para nos conduzir a Deus, mas como fins em si mesmos ... Ele tentará os cristãos com as mesmas três tentações com que tentou a Cristo ... Ele terá um grande segredo que ele não dirá a ninguém: ele não vai acreditar em Deus. Porque sua religião será fraternidade sem a paternidade de Deus, ele enganará até os eleitos. Ele estabelecerá uma contra-igreja ... Ela terá todas as notas e características da Igreja, mas ao contrário e esvaziada de seu conteúdo divino. Será um corpo místico do Anticristo que em todos os aspectos externos se assemelhará ao corpo místico de Cristo.

### Ortodoxa
Em uma entrevista de Natal de 2018 na televisão estatal russa, o Patriarca Cirilo I de Moscou advertiu que "O anticristo é a pessoa que estará à frente da rede mundial de controle de toda a humanidade. Isso significa que a própria estrutura representa um perigo. Não deveria haver um único centro, pelo menos não em um futuro previsível, se não quisermos provocar o apocalipse." Ele exortou os ouvintes a não "cair na escravidão do que está em suas mãos [...] Você deve permanecer livre por dentro e não cair em nenhum vício, nem em álcool, nem em narcóticos, nem em aparelhos eletrônicos."

### Velhos crentes
Depois que o Patriarca Nikon de Moscou reformou a Igreja Ortodoxa Russa durante a segunda metade do século XVII, um grande número de velhos crentes afirmou que Pedro, o Grande, o Czar do Império Russo até sua morte em 1725, era o anticristo por causa de seu tratamento da Igreja Ortodoxa, nomeadamente subordinando a Igreja ao Estado, exigindo que os clérigos se conformem com os padrões de todos os civis russos (barbas raspadas, sendo fluente em francês) e exigindo que paguem impostos estaduais.

### Iluminismo
Bernard McGinn observou que a negação completa do anticristo era rara até a Idade das Luzes . Após o uso frequente da retórica carregada do "Anticristo" durante as controvérsias religiosas no século XVII, o uso do conceito diminuiu durante o XVIII devido ao governo de déspotas esclarecidos, que como governantes europeus da época exerciam influência significativa sobre as igrejas oficiais do estado. Esses esforços  para limpar o cristianismo de acréscimos "lendários" ou "populares" efetivamente removeu o anticristo da discussão nas principais igrejas ocidentais.

### Mórmons
Na doutrina Mórmon, o "anticristo" é qualquer pessoa ou qualquer coisa que falsifique o plano de salvação e que aberta ou secretamente estabelece oposição a Cristo. O grande anticristo é identificado como Lúcifer, mas ele tem muitos ajudantes tanto como seres espirituais quanto como mortais." Os Mórmons referenciam do Novo Testamento, 1 João 2:18, 22; 1 João 4: 3-6; 2 João 1: 7 e do Livro de Mórmon, Jacó 7: 1–23, Alma 1: 2–16, Alma 30: 6–60, em sua exegese ou interpretação do anticristo.

### Adventistas do Sétimo Dia
Os Adventistas do Sétimo Dia ensinam que o "Poder do Pequeno Chifre", que (como previsto no Livro de Daniel ) surgiu após a dissolução do Império Romano, é o papado . O Império Romano do Ocidente entrou em colapso no final do século V. Em 533, Justiniano I, o imperador do Império Bizantino, reconheceu legalmente o bispo (papa) de Roma como o chefe de todas as igrejas cristãs. Por causa do domínio ariano de parte do Império Romano por tribos bárbaras, o bispo de Roma não podia exercer plenamente tal autoridade. Em 538, Belisário, um dos generais de Justiniano, conseguiu resistir a um cerco à cidade de Roma [en] pelos sitiantes arianos ostrogodos, e o bispo de Roma pôde começar a estabelecer a autoridade civil universal. Assim, pela intervenção militar do Império Romano do Oriente, o bispo de Roma tornou-se todo-poderoso em toda a área do antigo Império Romano. Os ostrogodos recapturaram prontamente a cidade de Roma oito anos depois em 546 e Cerco de Roma (549–550) [en].
Os adventistas do sétimo dia entendem que os 1260 anos duraram 538 a 1798 como a duração do domínio do papado sobre Roma. Este período é visto como começando com uma das derrotas dos ostrogodos pelo general Belisário e terminando com os sucessos do general francês Napoleão Bonaparte, especificamente, com a captura do Papa Pio VI pelo general Louis-Alexandre Berthier em 1798.

Como muitos líderes protestantes da era da Reforma, a pioneira adventista Ellen G. White (1827–1915) falou da Igreja Católica como uma igreja decaída em preparação para seu nefasto papel escatológico como antagonista contra a verdadeira igreja de Deus; ela viu o papa como o anticristo. Reformadores protestantes como Martinho Lutero, John Knox, William Tyndale e outros tinham crenças semelhantes sobre a Igreja Católica e o papado quando se separaram da Igreja Católica durante a Reforma. Ellen White escreveu:
Sua palavra advertiu sobre o perigo iminente; ignore isso e o mundo protestante aprenderá quais são realmente as intenções de Roma, somente quando for tarde demais para escapar da armadilha. Ela está silenciosamente crescendo em poder. Suas doutrinas estão exercendo influência nas salas legislativas, nas igrejas e no coração dos homens. Ela está empilhando suas estruturas elevadas e maciças nos recessos secretos dos quais suas perseguições anteriores serão repetidas. Furtivamente e inesperadamente, ela está fortalecendo suas forças para promover seus próprios fins quando chegar a hora de atacar. Tudo o que ela deseja é um terreno vantajoso, e isso já está sendo dado a ela. Em breve veremos e sentiremos qual é o propósito do elemento romano. Todo aquele que crer e obedecer à palavra de Deus incorrerá, assim, em reprovação e perseguição.
Os adventistas do sétimo dia veem o período de tempo que o poder desenfreado da igreja apóstata foi permitido governar, conforme mostrado em Daniel 7:25: "O chifre pequeno governaria um tempo e tempos e meio tempo" - ou 1.260 anos. Eles consideram o governo papal supremo na Europa de 538 (quando os ostrogodos arianos se retiraram de Roma para o esquecimento temporário) até 1798 (quando o general francês Louis-Alexandre Berthier levou o Papa Pio VI cativo) - um período de 1 260 anos - incluindo os 67 anos do Papado de Avinhão (1309–1376).

### Outras interpretações cristãs

#### Martin Wight
Martin Wight, escrevendo imediatamente após a Segunda Guerra Mundial, defendeu o renascimento da doutrina do anticristo; não como uma pessoa, mas como uma situação recorrente caracterizada por "concentrações demoníacas de poder".

#### Como o Homem da inequidade
O Anticristo foi equiparado ao "homem da iniquidade" de II Tessalonicenses 2:3, embora os comentários sobre a identidade do "homem da inequidade" variem muito. O "homem da iniquidade" foi identificado com Calígula, Nero, e o anticristo do fim dos tempos. Alguns estudiosos acreditam que a passagem não contém nenhuma predição genuína, mas representa uma especulação do próprio apóstolo, com base nas idéias contemporâneas do anticristo.
Vários teólogos evangélicos e fundamentalistas americanos, incluindo Cyrus Scofield, identificaram o anticristo como estando associado (ou igual a) várias figuras no Livro do Apocalipse, incluindo o Dragão (ou Serpente ), a Besta, o Falso Profeta e a Meretriz da Babilônia. Vozes da igreja emergente, como Rob Bell, rejeitam a identificação do anticristo com qualquer pessoa ou grupo. Eles acreditam que um Cristo amoroso não veria ninguém como inimigo.

#### Como Satanás
Bernard McGinn descreveu várias tradições detalhando a relação entre o anticristo e Satanás . Na abordagem dualista, Satanás encarnará no anticristo, assim como Deus encarnou em Jesus . No entanto, no pensamento cristão ortodoxo, essa visão era problemática porque era muito semelhante à encarnação de Cristo. Em vez disso, a visão "residente" tornou-se mais aceita. Estipula que o anticristo é uma figura humana habitada por Satanás, visto que o poder deste não deve ser visto como equivalente ao de Deus. O afresco de Luca Signorelli, O Sermão e Ações do anticristo (acima), retrata a visão interior. Satanás sussurra no ouvido dessa figura semelhante a de Cristo e seu braço esquerdo é enfiado nas vestes do anticristo como se ele o estivesse manipulando.

## Pontos de vista não cristãos

### Judaico
Existem advertências contra falsos profetas na Bíblia Hebraica, mas nenhuma figura de anti-Messias.
Uma figura paródica do tipo anti-Messias conhecida como Armilus [en], considerada a descendência de Satanás e uma virgem, aparece em algumas escolas filosóficas não legalistas da escatologia judaica, como o Sefer Zorobabel [en] do século VII e o Midrash Vayosha do século XI ( também: "Midrash wa-Yosha"). Ele é descrito como "uma monstruosidade, careca, com um olho grande e um pequeno, surdo na orelha direita e mutilado no braço direito, enquanto o braço esquerdo tem dois braços e meio de comprimento". Sendo o sucessor de Gogue, sua destruição inevitável por um "Messiah ben Joseph" (Messias, filho de José), simboliza a vitória final do bem sobre o mal na Era Messiânica. Isso é confrontado com o anticristo cristão medieval e o Dajjal islâmico, que conquistará Jerusalém e perseguirá os judeus.

### Islâmica
Al-dajjal (em árabe: الدّجّال), literalmente "o Messias enganador"), é uma figura importante na escatologia islâmica. Ausente no Alcorão, esta figura é mencionada e descrita no Hádice. Como no Cristianismo, o Dajjal é dito para emergir do leste, a localização específica varia entre as fontes. Ele tentará imitar os milagres realizados por Jesus, como curar os enfermos e ressuscitar os mortos, este último feito com a ajuda de demônios ( Shayatin ). Ele enganará muitas pessoas, como tecelões, mágicos, mestiços e filhos de prostitutas, mas a maioria de seus seguidores serão judeus com roupas estrangeiras. Eventualmente, o Dajal será morto por Issa (Jesus), que ao ver o Dajal fará com que ele se dissolva lentamente (como o sal na água). Jesus acabará matando-o no portão de Lude.

#### Ahmadi
As profecias sobre o surgimento do anticristo (Al-Masīḥ ad-Dajjāl) são interpretadas nos ensinamentos da Ahmadi como designando um grupo específico de nações centradas em uma falsa teologia (ou cristologia) em vez de um indivíduo, com referência ao anticristo como um indivíduo indicando sua unidade como uma classe ou sistema ao invés de sua individualidade pessoal. Como tal, os ahmadis identificam o anticristo coletivamente com a expansão missionária e o domínio colonial do cristianismo europeu em todo o mundo que foi impulsionado pela Revolução Industrial . Mirza Ghulam Ahmad escreveu extensivamente sobre este tópico, identificando o anticristo principalmente com os missionários coloniais que, segundo ele, deveriam ser combatidos por meio de argumentação em vez de guerra física e cujo poder e influência se desintegrariam gradualmente, permitindo, em última análise, o reconhecimento e a adoração de Deus ao longo dos ideais islâmicos para prevalecer em todo o mundo em um período semelhante ao período de tempo que levou para que o cristianismo nascente surgisse durante o Império Romano . O ensino de que Jesus era um homem mortal que sobreviveu à crucificação e morreu de morte natural, conforme proposto por Ghulam Ahmad, foi visto por alguns estudiosos a esse respeito como um movimento para neutralizar as soteriologias cristãs de Jesus e projetar a racionalidade superior do Islã.

### Baha'i
O Anticristo é considerado como subverter a religião de Deus da realidade interior do homem, como `Abdu'l-Bahá narra: "Cristo foi um Centro divino de unidade e amor. Sempre que a discórdia prevalece em vez da unidade, onde o ódio e o antagonismo tomam o lugar do amor e da comunhão espiritual, o anticristo reina em vez de Cristo."

## Na cultura popular
A entronização do anticristo está associada às teorias da conspiração e, particularmente, a uma conspiração satânica para destruir a fé cristã.